# Eisbärengefängnis

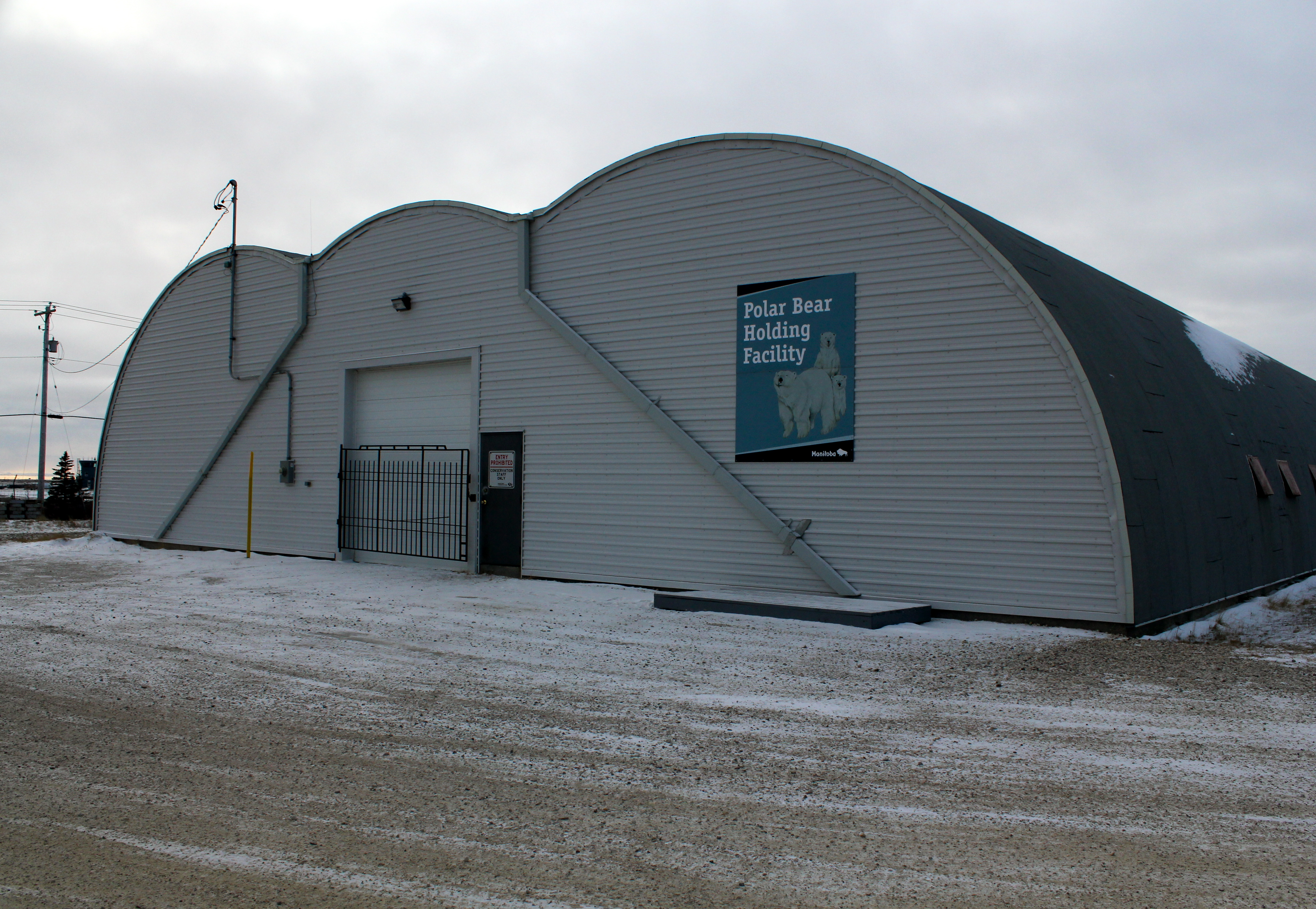
Eisbärengefängnis

Das weltweit einzige Eisbärengefängnis befindet sich in der kanadischen Stadt Churchill in der Provinz Manitoba. Es wurde 1980 errichtet und dient dazu, sogenannte Problembären, d. h. Eisbären, die auf der Futtersuche in die Stadt kommen, einzusperren. Die Tiere bleiben 30 Tage im Gefängnis und erhalten in dieser Zeit keine Nahrung, danach werden sie ausgeflogen. Dadurch soll erreicht werden, dass die Bären zukünftig der Stadt fernbleiben.